# Sistema Boehm (clarinete)
El sistema Boehm es un sistema de llaves para el clarinete, desarrollado entre 1839 y 1843 por Hyacinthe Klosé y Auguste Buffet jeune. Está inspirado en el sistema que Theobald Boehm diseñó para la flauta travesera. La mayor diferencia entre el sistema para flauta y clarinete es que, mientras que el primer tránsito de armónico de la primera es la octava, el del segundo es la duodécima. 
Klosé y Buffet adaptaron el sistema de llaves y anillos de la flauta para corregir problemas serios de timbre y afinación que poseían los clarinetes del momento, tanto en el cuerpo superior como en el inferior. También añadieron llaves duplicadas para los dedos meñiques izquierdo y derecho, simplificando así digitaciones que serían imposibles o muy difíciles de tocar de otra forma.
El clarinete Boehm tuvo inicialmente mayor éxito en Francia —era casi el único tipo de clarinete utilizado en ese país a finales de la década de 1870— y comenzó a reemplazar al clarinete del sistema Albert y a sus descendientes en Bélgica, Italia y Estados Unidos gracias en parte a Manuel Gómez, un destacado clarinetista londinense que utilizó el sistema Boehm y Full Boehm. 
A principios del siglo XX, prácticamente todos los clarinetes utilizados por intérpretes fuera de Alemania, Austria y Rusia eran del sistema Boehm o uno de sus derivados. La única distribución derivada del sistema Boehm que tiene amplia aceptación es el Full Boehm, introducido por Buffet en la década de 1870.

## Desarrollo
El clarinete era un instrumento poco eficaz a principios del siglo XIX a pesar de las ocho llaves que había adquirido desde su invención. En 1812, Iwan Müller remodeló el instrumento y aumentó el número de llaves a 13. Otros fabricantes hicieron pequeñas mejoras al diseño de Müller, pero el sistema Boehm supuso el primer rediseño completo del clarinete desde entonces.

### Evolución del instrumento

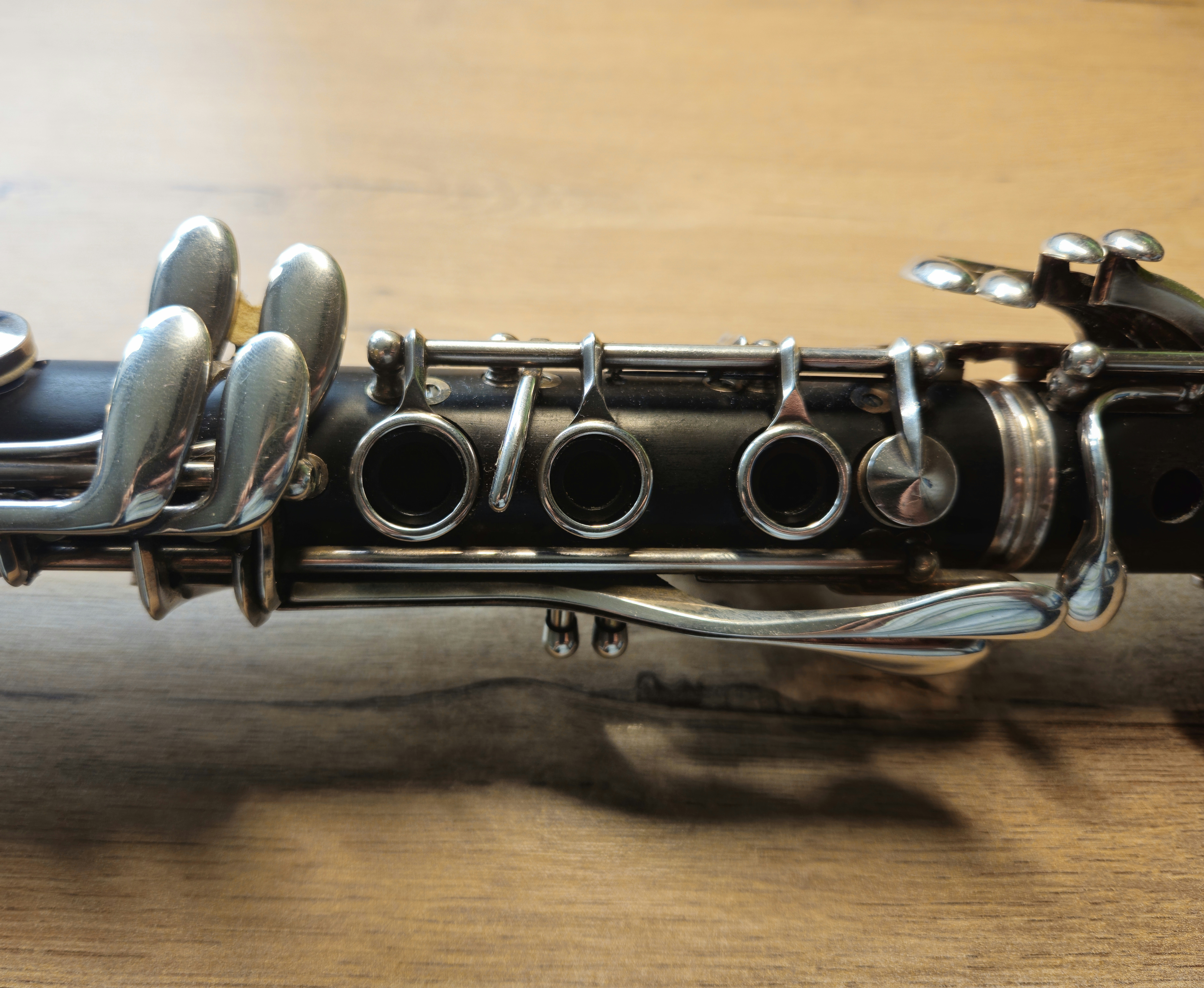
Tres llaves de anillo en la parte inferior del clarinete que accionan un eje que, mediante una zapatilla, cierra un cuarto agujero (situado a la derecha).

Las llaves de anillo que Boehm había inventado para en la flauta fueron incorporadas a otros instrumentos —entre ellos, al clarinete— debido a que permiten una digitación más ágil. Estos anillos rodean a los orificios de tal forma que cuando el dedo cubre un agujero, acciona un mecanismo que cubre o descubre uno o varios orificios situados en otro lugar del instrumento. 
Las llaves de anillo y los muelles de aguja fueron los dos elementos principales adaptados por Klosé y Buffet. Una de las ventajas del sistema Boehm, y particularmente de las llaves de anillo, es que se eliminó prácticamente la digitación cruzada.  
Buffet utilizó muelles —llamados de aguja— para controlar la apertura y el cierre de las llaves, que a su vez están montadas en ejes pivotantes.

### Resultados
La acústica, el tono y la técnica del clarinete del sistema Boehm son sustancialmente diferentes del clarinete anterior a Boehm, esto es debido, entre otros factores, a las resonancias que se generan al entonar las notas. 
El tono de las notas individuales depende de las resonancias que genera cada una de ellas. Por ejemplo, una nota que genere una clara resonancia de duodécima tiene un sonido más brillante. El tono del clarinete del sistema Boehm es más abierto que el tono velado de sus predecesores. Unas de las causas del tono «apagado» de los clarinetes anteriores a este sistema son las digitaciones cruzadas, que crean un mayor número de agujeros cerrados, y por tanto, menos resonancia.

## Distribuciones derivadas

### Full Boehm

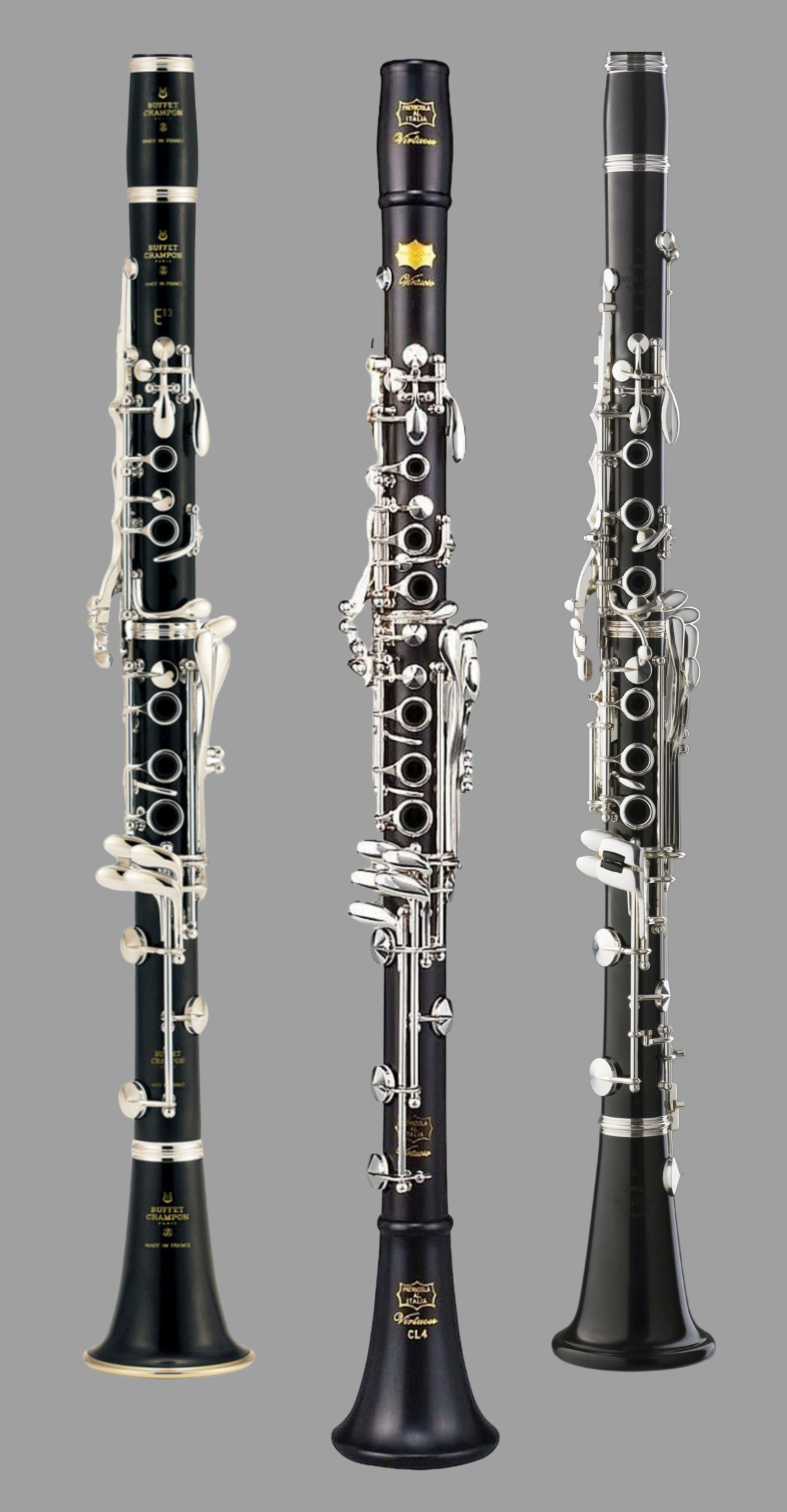
1. Clarinete Boehm con 17 llaves y 6 anillos
2. clarinete Full Boehm con 20 llaves y 7 anillos
3. clarinete Reform Boehm con 22 llaves y 7 anillos

La distribución Full Boehm es la única modificación del sistema ideado por Klosé y Buffet que ha sido aceptada por muchos instrumentistas, pero su elevada complejidad y peso le han impedido imponerse sobre su predecesor. Incorpora cuatro modificaciones que facilitan la digitación:
- La duplicación de la llave del sol ♭ grave y mi ♭ agudo, facilitando así ciertos pasajes. Esta modificación es la única que se ha incorporado en muchos clarinetes Boehm.
- La inclusión de una séptima llave de anillo en el agujero en el que se sitúa el anular izquierdo, permitiendo una digitación alternativa cruzada del mi ♭ medio y si ♭ agudo; similar a la presente en el saxofón.
- El rediseño del mecanismo de la llave usada para digitar el do ♯ grave y sol ♯ agudo con la mano derecha, que permite alternar dicha nota con rapidez con las situadas en el cuerpo inferior.
- La extensión del registro grave del clarinete, permitiendo la interpretación del mi ♭ grave, requerida por muchos compositores pero no permitida por el sistema Boehm convencional. Esto obligó a alargar el instrumento.

### Mazzeo
El sistema Mazzeo fue ideado por Rosario Mazzeo en los años 1950. Su mayor ventaja es que permite una digitación alternativa del si ♭ —empleando las llaves de anillo de la mano derecha— que produce un sonido muy similar a las notas alrededor de esta (la del sistema boehm produce un sonido muy diferente, muy aireado). Este cambio conlleva una desventaja, no se puede dejar puesto ningún dedo de la mano derecha al interpretar notas del cuerpo superior, haciendo más difíciles otros pasajes; un motivo probable por el cual no se adoptó este sistema.

### McIntyre
El sistema McIntyre fue patentado por Robert y Thomas McIntyre. Desarrolllaron un mecanismo que permitían un mejor control de las llamadas notas de garganta —la ♭, la y si ♭— utilizando únicamente las llaves de anillo, permitiendo digitarlas sin tener que desplazar la mano izquierda. Las digitaciones son en su mayoría idénticas a las del sistema Boehm: cambian únicamente las posiciones para las tres notas de garganta y desaparece la llave del mi ♭ medio y si ♭ agudo, que se deben digitar usando la llave de trino.
Los McIntyre produjeron y vendieron sus clarinetes, pero no les fue fácil publicitarios —además de porque los instrumentistas deben aprender nuevas digitaciones para las tres notas de garganta— porque su sistema es más complejo y más pesado. Debido a las dificultades económicas, los hermanos intentaron sin éxito llegar a un acuerdo con algún gran fabricante de instrumentos. La producción de estos instrumentos cesó poco después.

### NX
El sistema NX fue desarrollado por el clarinetista Arthur Benade desde principios de los años 1970 hasta su muerte en 1987. La mayor diferencia es en la forma de su taladro (es decir, en el diseño de la cámara interior por la que pasa el aire) para minimizar las «turbulencias» que se dan dentro del tubo.
Otras diferencias son: la duplicación de la llave 12 en dos, una para cambiar de registro y otra para digitar la nota de garganta si ♭; y la eliminación de agujeros redundantes (lo que cambia la digitación de alguna nota).

### Reform-Boehm
El sistema Reform-Boehm, fabricado por Herbert Wurlitzer en Neustadt an der Aisch y diseñado a mediados del XX por Fritz Wurlitzer, combina las características del taladro del Sistema Oehler con la digitación Boehm. La mayor diferencia es que las notas sobreagudas se digitan distinto, que el instrumentista toca con la mano más cerrada y que, debido a la forma del taladro, se requiere de más esfuerzo para hacerlo sonar.

## Galería

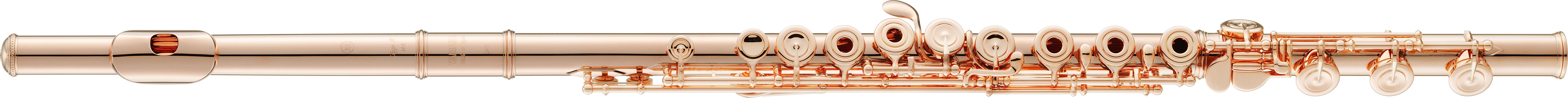
Flauta travesera con sistema Boehm

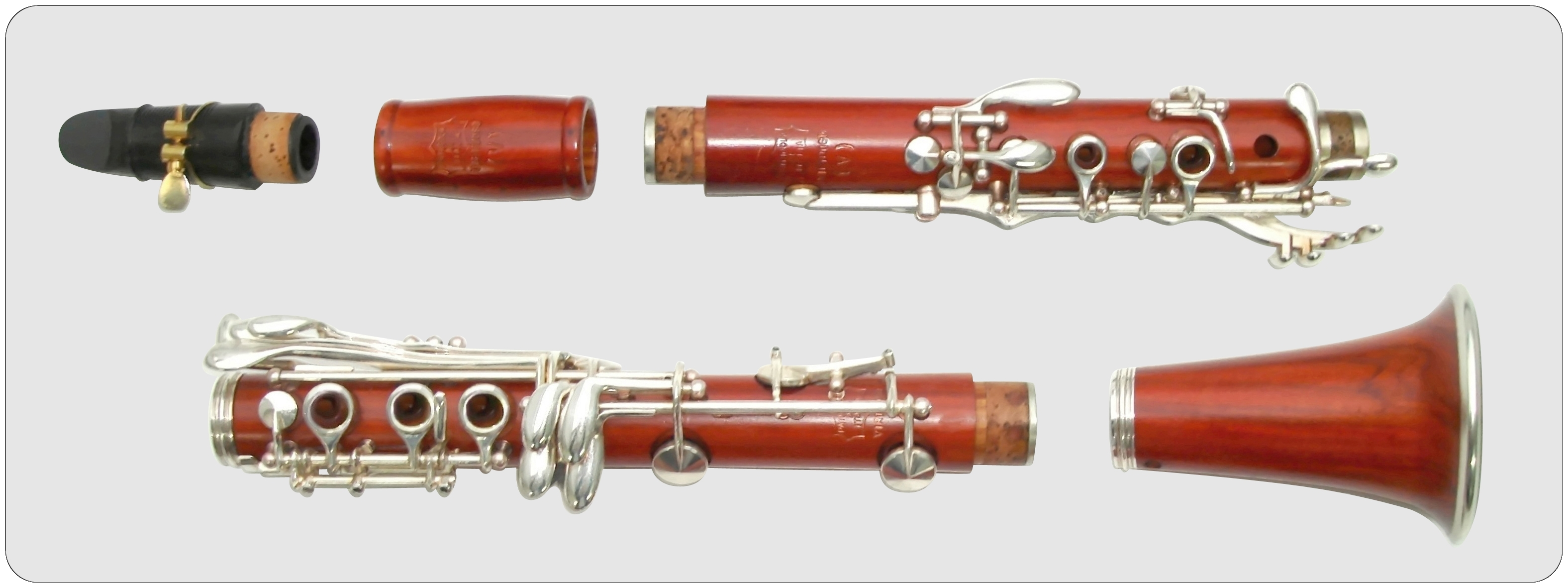
Piezas del clarinete Boehm:  boquilla, barrilete, cuerpo superior, cuerpo inferior y campana (de izquierda a derecha y de arriba a abajo)
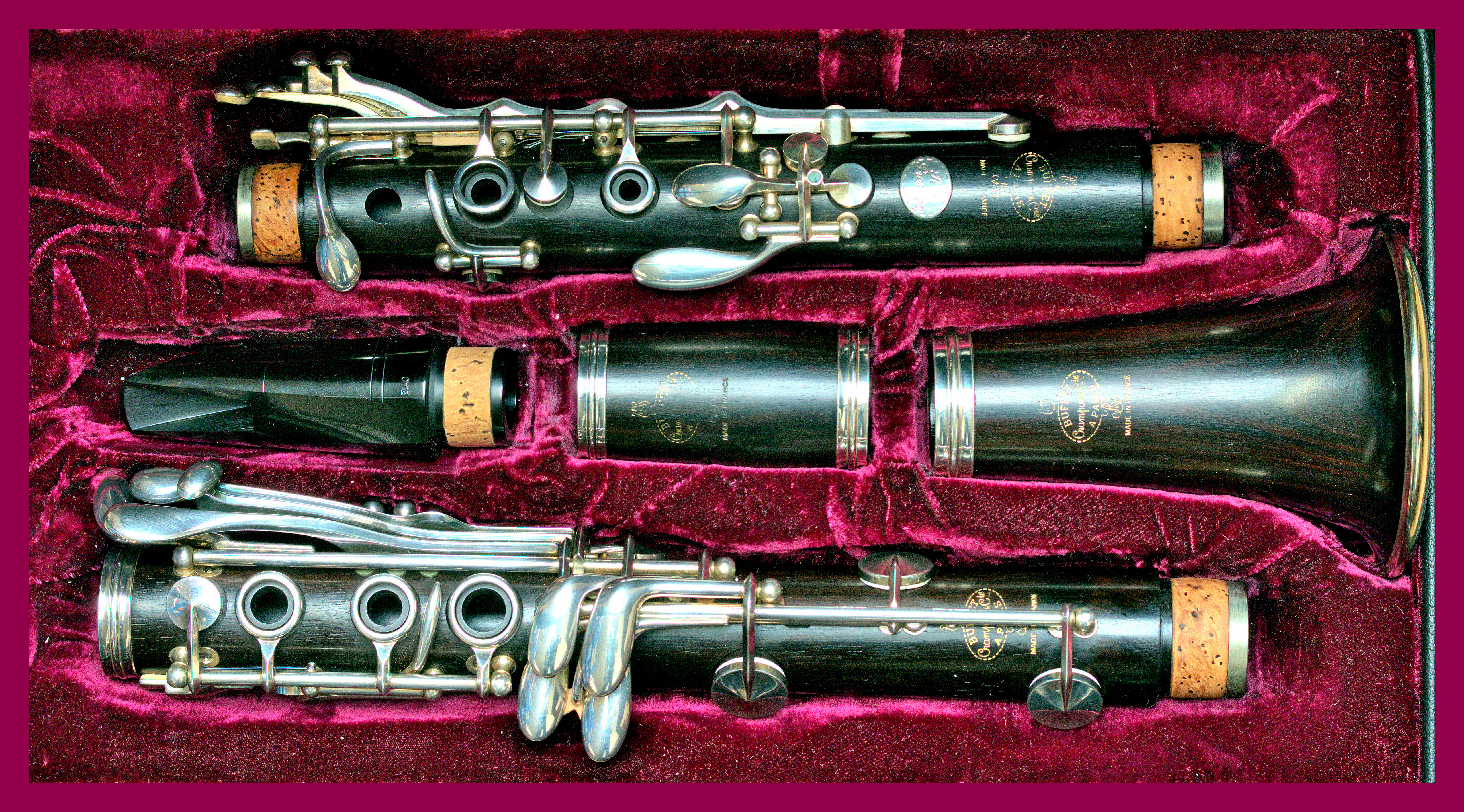
Componentes del clarinete en una funda
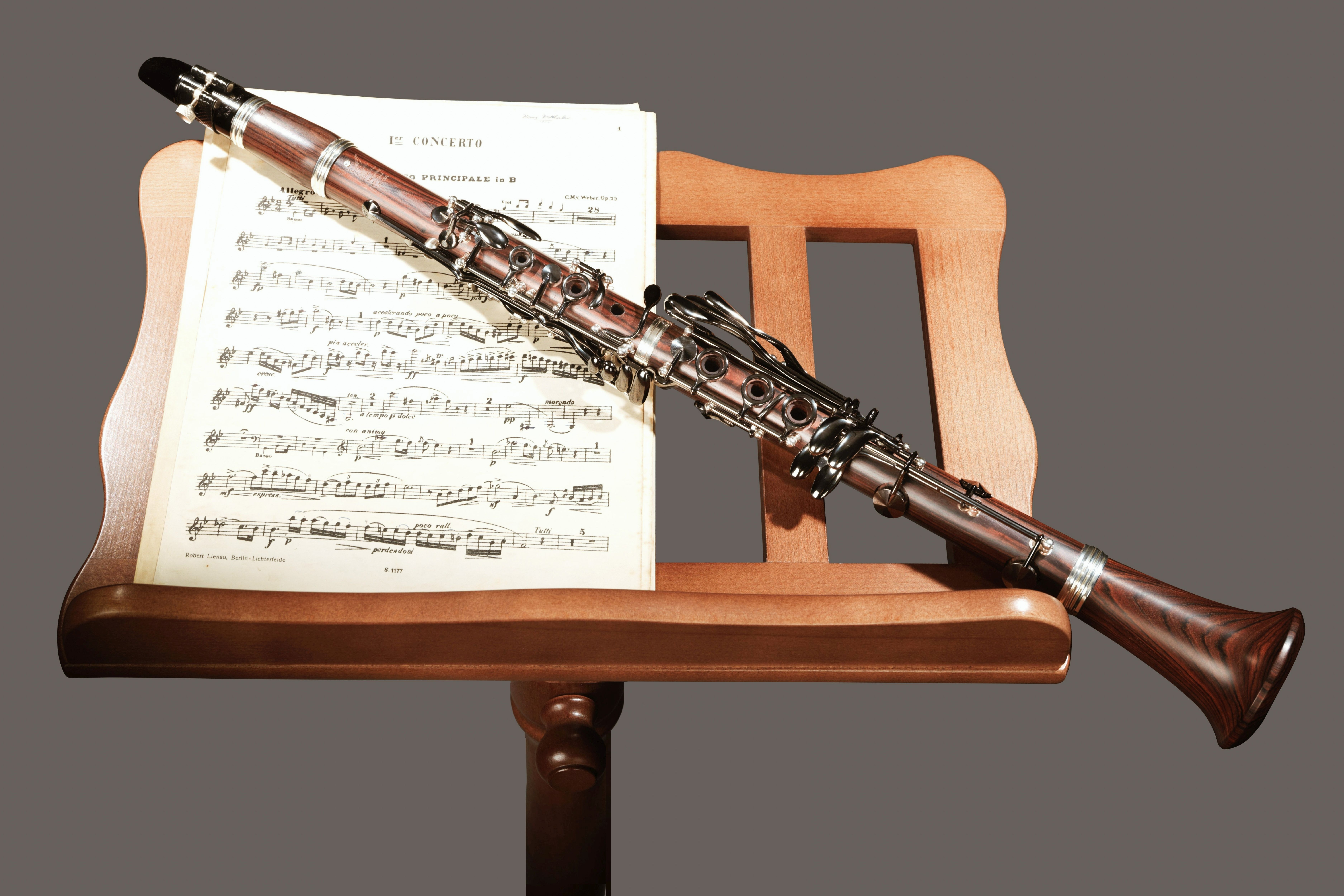
Clarinete Boehm en atril